# Epistemologia evolucionista
El terme epistemologia evolucionista fa referència a dos temes diferenciats - per una banda, l'evolució del mecanisme cognitiu dels animals i l'home, i per l'altra, una teoria que postula que el mateix coneixement evoluciona segons el mecanisme de la selecció natural. Considera que la ment té un component genètic i que ajuda a la supervivència i adaptació de les espècies. Conèixer millor entorn suposa un avantatge evolutiu.
La filosofia de la ciència postula que a més a més aquest coneixement s'estructura en models i paradigmes que can succeint-se, de forma que triomfen els que una comunitats considera més reeixits per explicar el medi en què viu. Per a analitzar l'èxit d'una teoria o creença es poden usar mètodes de la cienciometria.